# スギヒメ
スギヒメ（1958年3月28日 - 1981年8月）は、日本中央競馬会に所属していた競走馬・繁殖牝馬。1961年の桜花賞を優勝。
馬齢は2000年まで使用されていた旧表記（数え年）を用いる。

## 経歴
デビューから引退まで諏訪真が手綱を取り、1960年（3歳）10月の阪神新馬戦は2着、2戦目の新馬戦→オープンと連勝。1961年（4歳）は京都4歳牝馬特別10着、中京オープン6着と共に人気に支持されながら殿負け。第1回きさらぎ賞で重賞初制覇、桜花賞はこの年からスターティングゲートが採用され、出走頭数は28頭を数えた。スギヒメは4枠18番の2番人気であった。チトセホープに5馬身差をつけて逃げ切る圧勝であったが、優駿牝馬ではチトセホープから4.7秒離された16着と大敗。秋は神戸杯を制した。1962年（5歳）は重賞昇格前の金鯱賞を勝ち、大阪杯では7頭中6番人気ながら重賞4勝目を挙げるが、2着にトキノキロクが入って新旧桜花賞馬ワンツーとなった。ちなみに3着には前年の桜花賞で1番人気に支持されたミスケイコが入り、牝馬が上位独占となった。同年引退。

### 引退後
引退後は1963年に繁殖入りし、9頭の産駒を送り出し、ニホンピローホマレ（京都記念 (春)）やエリモマーチス（毎日杯・札幌記念）、エースコスモ（ビクトリアカップ・京都大賞典2着）など活躍馬を輩出。

## 競走成績
- 1960年（3戦2勝）
- 1961年（12戦4勝）
  - 1着 - 桜花賞、きさらぎ賞、神戸杯
  - 2着 - 4歳牝馬特別
- 1962年（4戦2勝）
  - 1着 - 大阪杯、金鯱賞

※太字は八大競走を含むGI級レース。

## 血統表
| スギヒメの血統                         | スギヒメの血統                                                    | スギヒメの血統                                                    | （血統表の出典）                                                  | （血統表の出典） |
| 父系                                   | ボワルセル系                                                      | ボワルセル系                                                      | ボワルセル系                                                      | [ § 2 ]          |
| 父 *ヒンドスタン Hindostan 1946 黒鹿毛 | 父の父Bois Roussel 1935 黒鹿毛                                    | Vatout                                                            | Prince Chimay                                                     | Prince Chimay    |
| 父 *ヒンドスタン Hindostan 1946 黒鹿毛 | 父の父Bois Roussel 1935 黒鹿毛                                    | Vatout                                                            | Vasthi                                                            |                  |
| 父 *ヒンドスタン Hindostan 1946 黒鹿毛 | 父の父Bois Roussel 1935 黒鹿毛                                    | Plucky Liege                                                      | Spearmint                                                         | Spearmint        |
| 父 *ヒンドスタン Hindostan 1946 黒鹿毛 | 父の父Bois Roussel 1935 黒鹿毛                                    | Plucky Liege                                                      | Concertina                                                        |                  |
| 父 *ヒンドスタン Hindostan 1946 黒鹿毛 | 父の母Sonibai 1939 黒鹿毛                                         | Solario                                                           | Gainsborough                                                      | Gainsborough     |
| 父 *ヒンドスタン Hindostan 1946 黒鹿毛 | 父の母Sonibai 1939 黒鹿毛                                         | Solario                                                           | Sun Worship                                                       |                  |
| 父 *ヒンドスタン Hindostan 1946 黒鹿毛 | 父の母Sonibai 1939 黒鹿毛                                         | Udaipur                                                           | Blandford                                                         | Blandford        |
| 父 *ヒンドスタン Hindostan 1946 黒鹿毛 | 父の母Sonibai 1939 黒鹿毛                                         | Udaipur                                                           | Uganda                                                            |                  |
| 母 *サヤニヒル Sayani Hill 1949 黒鹿毛 | 母の父Sayani 1943 鹿毛                                            | Fair Copy                                                         | Fairway                                                           | Fairway          |
| 母 *サヤニヒル Sayani Hill 1949 黒鹿毛 | 母の父Sayani 1943 鹿毛                                            | Fair Copy                                                         | Composure                                                         |                  |
| 母 *サヤニヒル Sayani Hill 1949 黒鹿毛 | 母の父Sayani 1943 鹿毛                                            | Perfume                                                           | Badruddin                                                         | Badruddin        |
| 母 *サヤニヒル Sayani Hill 1949 黒鹿毛 | 母の父Sayani 1943 鹿毛                                            | Perfume                                                           | Lavendula                                                         |                  |
| 母 *サヤニヒル Sayani Hill 1949 黒鹿毛 | 母の母Honey Hill 1944 黒鹿毛                                      | Panorama                                                          | Sir Cosmo                                                         | Sir Cosmo        |
| 母 *サヤニヒル Sayani Hill 1949 黒鹿毛 | 母の母Honey Hill 1944 黒鹿毛                                      | Panorama                                                          | Happy Climax                                                      |                  |
| 母 *サヤニヒル Sayani Hill 1949 黒鹿毛 | 母の母Honey Hill 1944 黒鹿毛                                      | Calgary                                                           | Bosworth                                                          | Bosworth         |
| 母 *サヤニヒル Sayani Hill 1949 黒鹿毛 | 母の母Honey Hill 1944 黒鹿毛                                      | Calgary                                                           | California                                                        |                  |
| 母系(F-No.)                            | (FN:13-e)                                                         | (FN:13-e)                                                         | (FN:13-e)                                                         | [ § 3 ]          |
| 5代内の近親交配                        | Fairway,Pharos4×5=9.38%、Blandford4×5=9.38%、Serenissima5×5=6.25% | Fairway,Pharos4×5=9.38%、Blandford4×5=9.38%、Serenissima5×5=6.25% | Fairway,Pharos4×5=9.38%、Blandford4×5=9.38%、Serenissima5×5=6.25% | [ § 4 ]          |
| 出典                                   | 1. 2. 3. 4.                                                       | 1. 2. 3. 4.                                                       | 1. 2. 3. 4.                                                       | 1. 2. 3. 4.      |